# 舒跑

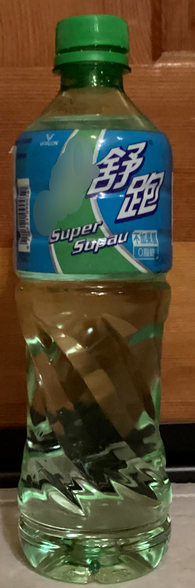
︁舒跑飲料包裝

舒跑（英語：Super Supau）是1981年維他露食品推出的運動飲料，味道近似葡萄柚汁，與維他露P並列維他露食品兩大代表產品。其成分含電解質，能於運動後補充隨汗水流失的水份和電解質。
最初以水源取自蓮蕉井作宣傳。因堅持有別於其它市售運動飲料，不加果糖、不加代糖，口味更好喝且清爽更健康，廣受台灣民眾歡迎。舒跑目前市佔率為台灣運動補給飲料最高，2024年更成为台湾運動補給飲料第一品牌。
2016年1月20日，維他露食品舉辦「舒跑35週年 舒跑瘋樂透」線上直播開獎，主持人為聶雲。舒跑運動飲料目前代言人為台灣之光-世界第一的羽球選手戴資穎，『全力以赴，你會很酷！』的品牌態度，受年輕世代的喜愛。
舒跑品牌所舉辦的舒跑杯路跑賽（Supau Cup Mini Marathon）是於中華民國1982年創辦的路跑比賽，於臺北市、臺中市以及高雄市皆有舉辦，由中華民國路跑協會和舒跑品牌的母集團維他露食品共同主辦。因其報名費低廉，並提供舒跑運動飲料暢飲服務，廣受臺灣跑者好評。是台灣唯一在臺灣北、中、南三地都有舉辦的最大型路跑賽事。

## 代言人[5]
舒跑歷任廣告代言人：
- 李察·狄恩·安德森（救美篇、太極篇、自行車篇、吉普車篇、慢跑篇）
- 吉田榮作
- 周華健
- 庾澄慶
- 孫燕姿
- 陳嘉樺（舞動篇 、想玩享動篇、James篇 、關心篇）
- 周湯豪[6]
- 許光漢[7]
- 陳偉殷
- 戴資穎[8]
- 黃宣[9]
- 范少勳[10]

## 外部連結
- 舒跑 （页面存档备份，存于）
- 舒跑 全力以赴，你會很酷！的Facebook專頁
- 舒跑【全力以赴，你會很酷！】的Instagram帳戶
- YouTube上的舒跑【全力以赴，你會很酷！】頻道